# グアム自治法
グアム自治法（グアムじちほう、Guam Organic Act of 1950、引用：48 U.S.C. § 1421 et seq., Pub.L. 81-630, H.R. 7273, 64 Stat. 384.）は、グアム島をアメリカ合衆国の未編入領域とし、行政、立法、司法の各機関を設置し、アメリカ合衆国連邦政府の管轄権をアメリカ海軍からアメリカ内務省に移した連邦法である。1950年8月1日制定。
300年以上にわたる外国の植民地支配の中で、初めて、グアムの人々は、限定的とはいえ、ある程度の自治権を持つようになった。